# Kanton Pons
Kanton Pons (fr. Canton de Pons) je francouzský kanton v departementu Charente-Maritime v regionu Poitou-Charentes. Skládá se z 12 obcí.

## Obce kantonu
- Avy
- Belluire
- Biron
- Bougneau
- Brives-sur-Charente
- Chadenac
- Coulonges
- Échebrune
- Fléac-sur-Seugne
- Marignac
- Mazerolles
- Montils
- Pérignac
- Pons
- Rouffiac
- Saint-Léger
- Saint-Seurin-de-Palenne
- Saint-Sever-de-Saintonge
- Salignac-sur-Charente